# Serge Sauneron
Serge Sauneron (3. ledna 1927, Paříž – 3. června 1976, Káhira) byl francouzský egyptolog. V letech 1969 až 1976 působil jako ředitel Institutu français d’archéologie orientale. Publikoval dvě knihy o kněžích starověkého Egypta. Zemřel při dopravní nehodě.